# Vương Văn Bép
Vương Văn Bép (sinh năm 1963) là kiểm sát viên người Việt Nam. Ông từng có chức danh Kiểm sát viên Viện kiểm sát nhân dân tối cao. Ông hiện giữ chức vụ Vụ trưởng Vụ kiểm sát việc giải quyết các vụ, việc dân sự, hôn nhân và gia đình (vụ 9), Viện kiểm sát nhân dân tối cao Việt Nam.

## Tiểu sử
Vương Văn Bép sinh ngày 10 tháng 12 năm 1963 tại tỉnh Bắc Ninh, Việt Nam.
Năm 2008, Vương Văn Bép bắt đầu làm Nghiên cứu sinh tiến sĩ chuyên ngành Luật hình sự tại Đại học Quốc gia Hà Nội.
Năm 2014, Vương Văn Bép đã bảo vệ thành công luận văn tiến sĩ chuyên ngành Luật hình sự tại Đại học Quốc gia Hà Nội với đề tài "Những vấn đề lý luận và thực tiễn về chế định chứng cứ trong luật tố tụng hình sự Việt Nam", người hướng dẫn khoa học là Tiến sĩ Trần Quang Tiệp và Tiến sĩ Phạm Mạnh Hùng.
Ngày 17 tháng 1 năm 2014, Vương Văn Bép, Phó Viện trưởng VKS tỉnh Bắc Ninh, được Chủ tịch nước Cộng hòa xã hội chủ nghĩa Việt Nam Trương Tấn Sang kí quyết định bổ nhiệm chức danh Kiểm sát viên Viện kiểm sát nhân dân tối cao.
Ngày 21 tháng 5 năm 2018, Vương Văn Bép, Phó Vụ trưởng Vụ kiểm sát việc giải quyết các vụ án hành chính, vụ việc kinh doanh, thương mại, lao động và những việc khác theo quy định của pháp luật (Vụ 10), Viện kiểm sát nhân dân tối cao Việt Nam (VKSNDTC), được điều động, bổ nhiệm giữ chức vụ Vụ trưởng Vụ kiểm sát việc giải quyết các vụ, việc dân sự, hôn nhân và gia đình (Vụ 9), VKSNDTC, quyết định có hiệu lực kể từ ngày 1 tháng 6 năm 2018.